# Tina Karol
Tina Karol (în ucraineană Тіна Кароль, născută Teteana Hrîhorivna Liberman; n. 25 ianuarie 1985, Orotukan⁠(d), Iagodninski raion⁠(d), RSFS Rusă, URSS) este o cântăreață, actriță, prezentatoare și activistă ucraineană. Este Artistă a Poporului din Ucraina⁠(d) (2017).
A fost laureată a concursului muzical „New Wave⁠(d)” 2005. Și-a reprezentat țara la ediția din 2006 a concursului Eurovision, cu cântecul „Show Me Your Love”, luând locul 7 în finală și calificând automat Ucraina pentru Eurovision 2007. Este recunoscută ca fiind una din cele mai influente 100 de femei ale Ucrainei potrivit revistei „Fokus⁠(d)”. A fost apreciată drept cea mai bună cântăreață ucraineană la edițiile din 2014, 2015 și 2018 ale premiilor „YUNA⁠(d)”. și la edițiile din 2015 și 2017 ale „M1 Music Awards⁠(d)”. Are un diapazon vocal larg.
Karol a fost declarată „cea mai populară femeie din Ucraina” în 2013 conform statisticilor motoarelor de căutare Google și Yandex. A făcut parte din juriul concursurilor muzicale „Vocea țării⁠(d)” (în ucraineană Голос країни, transliterat: Holos kraiinî) în 2013 și din 2015 până în 2021 și „Vocea copiilor⁠(d)” (în ucraineană Голос. Діти, transliterat: Holos. Ditî). A fost prezentatoarea proiectului televizat „Dansează printre stele⁠(d)” (în ucraineană Танці з зірками, transliterat: Tanți z zirkamî) și a participat în „Jocul talentelor” (în ucraineană Ігри талантів, transliterat: Ihrî talantiv).

## Discografie

### Albume de studio
- 2006: Show Me Your Love⁠(d)
- 2007: Polius priteajenia⁠(d) (Полюс притяжения)
- 2010: 9 jiznei⁠(d) (9 жизней)
- 2016: Koleadkî⁠(d) (Колядки)
- 2017: Intonații⁠(d) (Интонации)
- 2020: Naiti svoih⁠(d) (Найти своих)
- 2021: Krasivo⁠(d) (Красиво)
- 2021: Moloda krov⁠(d) (Молода кров)
- 2022: Scandal⁠(d)
- 2024: Troiandî (Троянди)
- 2024: Lirîka (Лірика)

### Albume mini
- 2006: Nocenka⁠(d) (Ноченька)
- 2014: Pomniu⁠(d) (Помню)
- 2022: Dvoinoi rai⁠(d) (Двойной рай)
- 2022: LELEKA⁠(d)

### Albume de concert
- 2014: Sila liubvi i golosa Live (Сила любви и голоса Live)
- 2015: Ia vsio eșcio liubliu Live (Я всё ещё люблю Live)
- 2018: Intonații Live (Интонации Live)
- 2020: Spektakl Live (Спектакль Live)
- 2021: Krasivo Live Session (Красиво Live Session)
- 2021: Tina Karol Cyber Show

## Premii și recunoaștere

### Premii muzicale și de televiziune
1998:
- 3 premii la festivalul „Jocurile Mării Negre”

2005:
- Locul 2 și Premiul special „Steaua de aur a Allei” (conferită de Alla Pugaciova) la concursul muzical „New Wave⁠(d)”[16]

2007:
- Premiul „Ukraine Music Award” în categoria „Cântăreața anului”
- Premiul „Teletriumf⁠(d)” în categoria „Cea mai bună prezentatoare a unei emisiuni de divertisment”[17]

2008:
- Premiul „Ukraine Music Awards” în categoria „Cântăreața anului”[18]
- Premiul „Viva! Cele mai frumoase” (în ucraineană Viva! Найкрасивіші, transliterat: Viva! Naikrasîviși) în categoria „Cea mai frumoasă femeie din Ucraina”[19]
- Premiul „Teletriumf” în categoria „Cea mai bună prezentatoare a unei emisiuni de divertisment”[20]

2009:
- Laureata concursului de frumusețe „Miss Ucraina-Univers” (în ucraineană Міс Україна-Всесвіт, transliterat: Mis Ukraiina-Vsesvit) în categoria „Cea mai frumoasă cântăreață din Ucraina”[21]
- Premiul „Viva! Cele mai frumoase” în categoria „Cea mai frumoasă femeie din Ucraina”[22]

2013:
- „Cea mai populară femeie din Ucraina” conform Google și Yandex[23][24]

2014:
- Premiul I la Festivalul internațional de film „AOF Film International” (SUA) în categoria „Cel mai bun film documentar” pentru Puterea iubirii și vocii⁠(d) (în rusă Сила любви и голоса, transliterat: Sila liubvi i golosa)[25]
- Premiul „YUNA⁠(d)“ în categoria „Cântăreața anului”[26]

2015:
- Premiul „ELLE Style Award” în categoria „Vedete de televiziune”[27]
- Premiul „YUNA” în categoria „Cântăreața anului”[28]
- Premiul „M1 Music Awards⁠(d)” în categoriile „Cântăreața anului” și „Cel mai bun turneu” (pentru „Ia vsio eșcio liubliu” – în rusă Я всё ещё люблю)[29][30]

2016:
- Premiul „M1 Music Awards” în categoria „Gramofonul de aur” pentru cântecul „Sdatsea tî vsegda uspeeș” (în rusă Сдаться ты всегда успеешь)[31]
- Premiul „Viva! Cele mai frumoase” în categoria „Cea mai frumoasă femeie din Ucraina”[32]

2017:
- Premiul „M1 Music Awards” în categoriile „Cântăreața anului” și „Videoclipul anului” (pentru „Perecekatî” – în ucraineană Перечекати)[33]

2018:
- Premiul „M1 Music Awards” în categoriile „Fan-clubul anului” și „Pentru contribuția în dezvoltarea industriei naționale”[34]
- Premiul „YUNA” în categoria „Cântăreața anului”[35]

2019:
- Premiul „Like-ul de aur” în categoriile „Style icon” și „Coloana sonoră a anului” (pentru videoclipul „Dikaia voda” – în rusă Дикая вода)[36][37]
- Premiul „M1 Music Awards” în categoria „Gramofonul de aur” pentru cântecul „Sila vîsotî⁠(d) (în rusă Сила высоты)[38]

2020:
- Premiul „YUNA” în categoria „20 de piese remarcabile în 20 de ani” pentru cântecul „Vîșe oblakov” (în rusă Выше облаков)[39]
- Premiul „Pasărea de foc de aur⁠(d)” (în ucraineană Золота жар-птиця, transliterat: Zolota jar-ptîțea) în categoria „Balada anului” pentru cântecul „Vilna⁠(d)” (în ucraineană Вільна, transliterat: Vilna) în duet cu Iulia Sanina[40][41][42]
- Premiul „Culture Ukraine Awards” în categoriile „Artistul anului” și „Albumul anului” (pentru Naiti svoih⁠(d) – în rusă Найти своих)[43]
- Premiul „Calea stelelor” (în ucraineană Зірковий шлях, transliterat: Zirkovîi șleah) în categoria „De 15 ani incredibilă”[44]
- Placă pe Aleea vedetelor⁠(d) din Kiev[45]

2021:
- Premiul „YUNA” în categoriile „Cel mai bun duet sau colaborare” (pentru „Vilna” în duet cu Iulia Sanina), „Cel mai bun cântec pentru film” (pentru „Vilna” în filmul Viddana⁠(d)}}), „Pentru realizări deosebite în industria muzicală a Ucrainei”[46][47]
- Premiul „Muzvar” în categoria „Fan-cluburi”[48]
- Premiul postului de radio „Russkoe Radio Ucraina” în categoria „Cântec happy”
- Premiul „Calea stelelor” în categoria „Scandalul anului”[49]
- Premiul „Cântecul ucrainean al anului⁠(d)” în categoria „Legenda cântecului ucrainean”[50]
- Inclusă în „Top 100 de femei ale Ucrainei” potrivit revistei „Fokus⁠(d)”[6]

2023:
- Premiul „YUNA” în categoria „Caritate”[51]

2024:
- Premiul „MEGOGO Music Awards” în categoria „Muzica unității noastre” pentru proiectul „Casa studioului audio” (în ucraineană Дім звукозапису, transliterat: Dim zvukozapîsu)

### Distincții de stat și bisericești
2006:
- Premiul „UNFPA Ucraina” în categoria „Omul remarcabil al anului”[52]
- Ordinul de stat pentru misiuni pacificatoare (Kosovo, Irak)[53]
- Medalia „Pentru muncă și curaj”⁠(d)[54]

2007:
- Ordinul internațional „Sfântul Stanislav” „pentru întărirea autorității internaționale a Ucrainei și contribuție remarcabilă în cultura și arta Ucrainei”[55]

2008:
- Ordinul bisericesc „Sfânta Mare Muceniță Ecaterina”⁠(d) clasa I, conferit de Biserica Ortodoxă Ucraineană (Patriarhia Moscovei)[56]

2009:
- titlul onorific Artistă Emerită a Ucrainei⁠(d)[57]

2017:
- titlul onorific Artistă a Poporului din Ucraina⁠(d)[58]

2020:
- Ordinul Cneaghinei Olha⁠(d) clasa III, cu ocazia Zilei Constituției Ucrainei⁠(d)[59]